# Gustaw Roszkowski
Gustaw Roszkowski (7. dubna 1847 Serniki – 7. dubna 1915 Vídeň) byl rakouský právník, vysokoškolský pedagog a politik polské národnosti z Haliče, na konci 19. a počátkem 20. století poslanec Říšské rady.

## Biografie
Vysokou školu studoval ve Varšavě, Jeně a Heidelbergu. Pak se stal advokátem ve Varšavě. Později působil v Rakousku-Uhersku. Byl docentem na Jagellonské univerzitě v Krakově, následně po 35 pět let byl profesorem na Lvovské univerzitě, kde vyučoval právo. Zasedal ve státní železniční radě. Měl titul dvorního rady. Byl členem obecní rady ve Lvově.
Zasedal jako poslanec Haličského zemského sněmu.
Byl i poslancem Říšské rady (celostátního parlamentu Předlitavska), kam usedl v doplňovacích volbách roku 1890 za kurii městskou v Haliči, obvod Sambir, Stryj atd. Nastoupil 25. dubna 1890 místo Otto Hausnera. Mandát zde obhájil v řádných volbách roku 1891, volbách roku 1897 a volbách roku 1901. Po volbách roku 1907, poprvé konaných podle všeobecného a rovného volebního práva, v parlamentu nezasedl, ale do Říšské rady nastoupil v doplňovacích volbách 7. září 1908 poté, co zemřel poslanec Godzimir Małachowski. Byl zvolen za obvod Halič 01. Ve volebním období 1885–1891 se uvádí jako Dr. Gustav Roszkowski, statkář, bytem Skałat.
Na Říšské radě je v roce 1891 uváděn coby člen Polského klubu. Roku 1897 byl oficiálním kandidátem polského volebního výboru. Stejně tak v roce 1901. Členem Polského klubu byl i po volbách roku 1908.
Byl členem mezinárodní mírové organizace v Haagu. Měl úzké a přátelské vztahy s českými politiky. Zemřel v dubnu 1915.